# Izegrim
Izegrim est un groupe néerlandais de death et thrash metal, originaire de Zutphen. Formé en 1996, ce groupe compte à son actif quatre albums studio, deux démos, deux EPs, ainsi qu'un MCD.

## Historique

### 1996–2005
Izegrim est formé en 1996 à Zutphen sous le patronyme Isegrim par le guitariste Jeroen Wechgelaer et le batteur Joep van Leeuwen (Ränz). Joep invite Kristien Dros (Krisz) à se joindre au groupe comme chanteur, qui attire l'intérêt grâce à ses grunts. Le groupe expérimentait à l'origine des morceaux aux claviers, mais le groupe redevient comme il était (chant, guitare, basse, batterie) après le départ d'Anita Luderer (Anita L.).
Le batteur Joep est responsable des paroles, qui seront chantées par Krisz. Le guitariste Niels Donninger, qui remplace Jeroen van Heuvelen pendant seulement quelques mois, reçoit l'offre de jouer au sein de Goddess of Desire, et quitte Izegrim en 1999. Il est ensuite brièvement remplacé par Corvin Keurhorst, remplacé à son tour par Carsten Altena en 2000. En 2004, la bassiste et choriste Anita Borst quitte le groupe. Elle est remplacée par Marloes Voskuil.

### Depuis 2005
En 2005, le guitariste Bart van Ginkel remplace Carsten. Son style de solo rapide et agressif permet au groupe de se solidifier encore plus. En 2008, le batteur Joep est remplacé par Ivo Maarhuis et le chant est désormais confié à la bassiste Marloes Voskuil, métamorphosant ainsi le groupe. Les paroles sont désormais différentes et la formation peut enfin pleinement se consacrer au groupe. Izegrim jouera alors plus de concerts et dans de grands festivals nationaux et internationaux, avec des groupes comme Onslaught. En 2009, Izegrim enregistre l'EP Point of No Return, qui leur fait gagner un contrat avec le label français Listenable Records en novembre 2010. Sous Listenable Records, le groupe publie trois albums, Code of Consequences (2011), Congress of the Insane (2013), et The Ferryman's End (2016).

## Membres

### Membres actuels
- Jeroen Wechgelaer - guitare rythmique
- Marloes Voskuil - basse, chant
- Bart van Ginkel - guitare solo
- Ivo Maarhuis - batterie

### Anciens membres
- Joep van Leeuwen - batterie (1996-2008)
- Niels Donninger - guitare (1997-1999)
- Anita Luderer - claviers (1997-1998)
- Kristien Dros - chant (1997-2008)
- Anita Borst - chant, guitare (1997-2004)
- Corvin Keurhorst - guitare (1999-2000)
- Carsten Altena - guitare (2000-2005)